# يوم الوحدة البلوش - البشتون
يوم الوحدة البلوش البشتون ((بالإنجليزية: Baloch-Pashtun Unity Day)‏ (بالبشتوية: بلوڅو او پښتنو د یووالي ورځ)‏ ) هو يوم دولي يحتفل به البلوش والبشتون للتعبير عن الوحدة والأخوة لبعضهم البعض. يتم الاحتفال بهذا اليوم سنويًا في 31 أغسطس .

## التاريخ
يتم الاحتفال بهذا اليوم منذ عام 1949. و في 31 أغسطس 2015 ، تم الاحتفال به بشكل رئيسي في كابول ، أفغانستان ، حيث تمت دعوة قادة البلوش الذين يريدون تحرير بلوشستان من باكستان أيضًا.